# 1897 Hind
1897 Hind è un asteroide della fascia principale. Scoperto nel 1971, presenta un'orbita caratterizzata da un semiasse maggiore pari a 2,2830669 UA e da un'eccentricità di 0,1420981, inclinata di 4,05849° rispetto all'eclittica.